# Cantó de Pleyben
El cantó de Pleyben (bretó Kanton Pleiben) és una divisió administrativa francesa situat al departament de Finisterre a la regió de Bretanya.

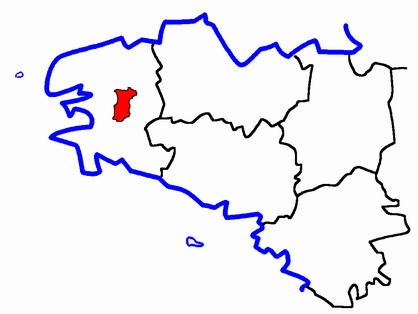
Situació del cantó

## Composició
El cantó aplega 10 comunes :
| Nom bretó       | Nom francès        | Nom gal·ló |
| Brasparzh       | Brasparts          | ---        |
| Brenniliz       | Brennilis          | ---        |
| Kloastr-Pleiben | Le Cloître-Pleyben | ---        |
| Gouezeg         | Gouézec            | ---        |
| Lannedern       | Lannédern          | ---        |
| Lennon          | Lennon             | ---        |
| Lokeored        | Loqueffret         | ---        |
| Lotei           | Lothey             | ---        |
| Pleiben         | Pleyben            | ---        |
| Sant-Riwal      | Saint-Rivoal       | ---        |

## Història
| Data d'elecció                           | Identitat              | Partit | Qualitat |
| ---------------------------------------- | ---------------------- | ------ | -------- |
| 2004-                                    | Marie-France Le Boulch | PS     |          |
| les dades anteriors no són pas conegudes |                        |        |          |
|                                          |                        |        |          |